# Oxyopes oryzae
Oxyopes oryzae là một loài nhện trong họ Oxyopidae.
Loài này thuộc chi Oxyopes. Oxyopes oryzae được miêu tả năm 1999 bởi Mushtaq & Qadar.